# ARH-77
ARH-77 (亦稱ATCC CRL-1621) 是人類漿細胞白血病細胞系，最初是由一位33歲白人女性IgG型漿細胞白血病患者的外周血中分離出來的。該細胞是感染人類皰疹病毒第四型的B淋巴細胞，並且表達CD11a、CD19及CD20等抗原，但是不會表達跨膜蛋白CD38。有研究發現誘導MGC-803胃癌細胞凋亡的迷迭香酸會上調ARH-77細胞CD95的信使核糖核酸和蛋白水平，從而形成死亡誘導信號復合體，使細胞因級聯反應而凋亡，抑制ARH-77細胞的增殖。同時又有研究指出姜黃素會通過激活外源性凋亡途徑令ARH-77細胞的凋亡率明顯地增加，細胞出現核固縮及胞體變小的現象，並且呈現濃度依賴性。

## 外部連結
Cellosaurus entry for ARH-77（页面存档备份，存于）